# Carl Schultze (Orgelbauer)
Carl Friedrich Schultze (* August 1814; † 8. Februar 1878 in Potsdam) war ein deutscher Orgelbauer in Potsdam.

## Leben
Sein Vater war Schumacher in Potsdam. Carl Schultze lernte bei Johann Christian Benjamin Müller in Breslau. Von diesem brachte er die Originalmensur der Portunalflöte mit, die er in einigen seiner Orgeln einbaute.
Um 1848 wurde Carl Schultze Mitarbeiter bei Carl Ludwig Gesell in Potsdam und führte mit diesem seit 1852 gemeinsam die Firma Gesell & Schultze. Um 1862 machte er sich selbstständig, die Werkstatt befand sich in der Kietzstraße 20 in Potsdam.

## Werke (Auswahl)
Carl Schultze baute seit 1852 gemeinsam mit Carl Ludwig Gesell als Gesell & Schultze Orgeln, vor allem in der Mittelmark. Seit etwa 1862 arbeitete er selbstständig.
Orgelneubauten
| Jahr       | Ort                 | Gebäude                 | Bild | Manuale | Register | Bemerkungen                                                                                      |
| ---------- | ------------------- | ----------------------- | ---- | ------- | -------- | ------------------------------------------------------------------------------------------------ |
| 1852       | Gellmersdorf        | Dorfkirche Gellmersdorf |      |         |          |                                                                                                  |
| 1852       | Babelsberg          | Friedrichskirche        |      | I/P     | 15       |                                                                                                  |
| 1852       | Oderberg, Barnim    | St. Nikolai             |      | II/P    | 16       | mit Pfeifen und Windlade von Johann Simon Buchholz von 1792, 1953 Umdisponierung von Karl Gerbig |
| 1856       | Werder              | Heilig-Geist-Kirche     |      | II/P    | 17       | 1906 und 1934 Umbau durch Schuke auf II/P, 20 und pneumatische Trakturen, 1985 Restaurierung     |
| 1860       | Potsdam             | Heilig-Geist-Kirche     |      | II/P    | 22       | 1945 mit Kirche zerstört                                                                         |
| um 1862/63 | Tietzow             | Dorfkirche              |      | I/P     | 11       | erste bekannte selbstständige Orgel ohne Gesell                                                  |
| 1864/65    | Zehlendorf          | Dorfkirche              |      | I/P     | 7        | 1913 nach Riegersdorf, heute Rudgerzowice, in Schlesien                                          |
| 1865       | Rehbrücke           | Kirche                  |      | I/P     | 9        | nicht erhalten                                                                                   |
| 1866       | Wolsier             | Dorfkirche              |      | I/P     | 6        | nicht spielbar, restaurierungsbedürftig                                                          |
| 1869       | Strodehne           | Kirche                  |      | I/P     | 7        | nicht erhalten                                                                                   |
| 1874       | Zollchow, Uckermark | Dorfkirche              |      | I/P     | 10       | erhalten                                                                                         |

Weitere Arbeiten
- 1855 Brandenburg St. Katharinen, Erweiterung der Wagner-Orgel auf III/P, 32, mit Gesell
- 1862 Potsdam, Garnisonkirche, Umdisponierung der Wagner-Orgel (III/P, 43)
- 1868 Gransee, St. Marien, Umbau der Wagner-Orgel (II/P, 23)